# Leśnica (powiat Strzelecki)
Leśnica is een stad in het Poolse woiwodschap Opole, gelegen in de powiat Strzelecki. De oppervlakte bedraagt 14,45 km², het inwonertal 3002 (2005). Tot 1945 hoorde Leschnitz tot het Duitse Rijk en was de bevolking overwegend Duitstalig. In tegenstelling tot andere delen van Polen werden niet alle Duitsers verdreven, zodat in 2002 nog 28% van de bevolking Duitstalig was. Sinds 2006 is Duits ook officieel de tweede ambtelijke taal van Leśnica.

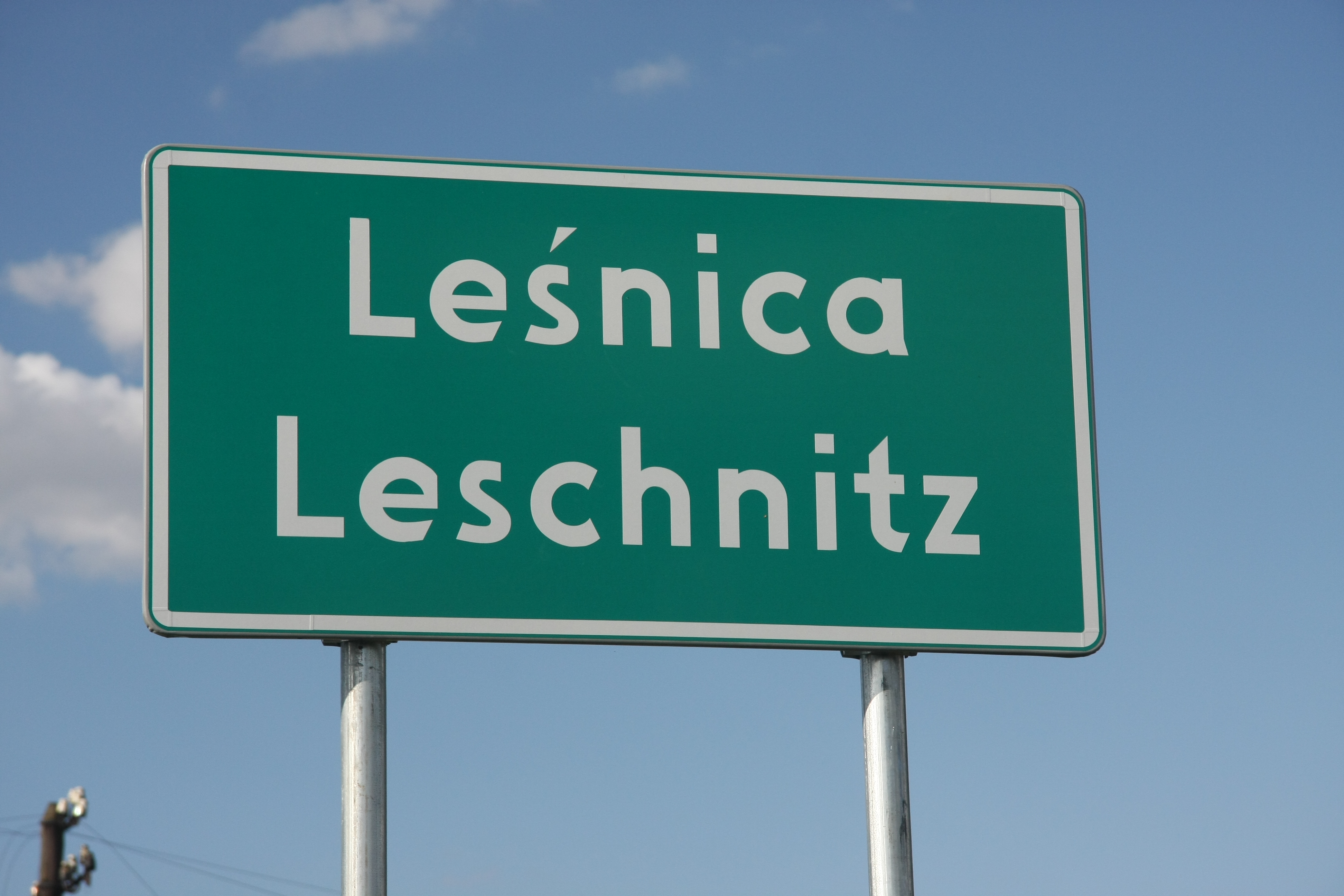
Tweetalig plaatsnaambord

Tot het grondgebied van de gemeente horen naast de stad Leśnica de volgende plaatsen:
- Czarnocin / Scharnosin
- Dolna / Dollna
- Góra Świętej Anny / Sankt Annaberg
- Kadłubiec /Kadlubietz
- Krasowa / Krassowa
- Lichynia / Lichinia
- Łąki Kozielskie / Lenkau
- Poręba / Poremba
- Raszowa / Raschowa
- Wysoka / Wyssoka
- Zalesie Śląskie / Salesche